# Skalní divadlo Prysk

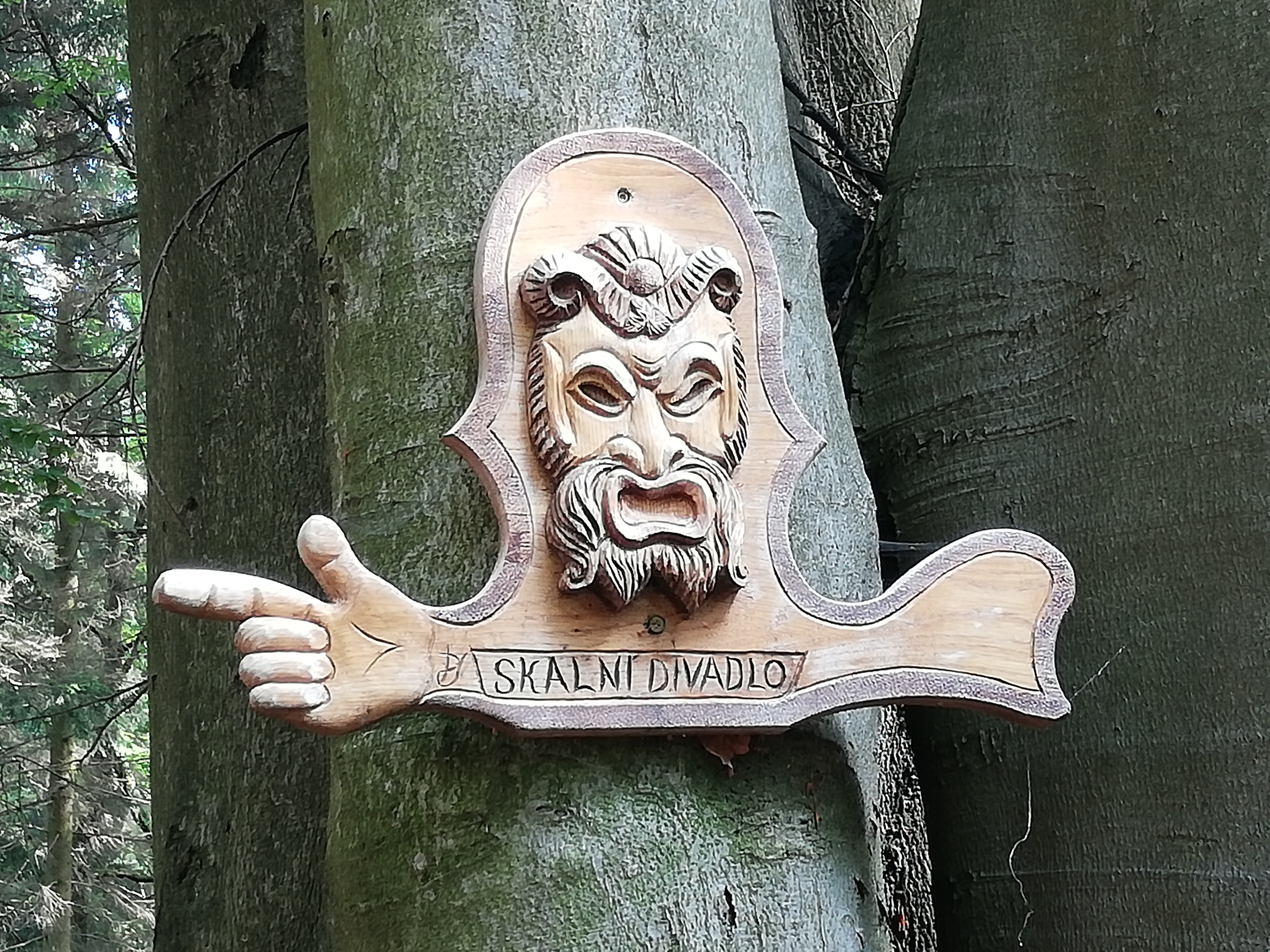
Dřevěný ukazatel s logem skalního divadla v terénu

Skalní divadlo Prysk (nebo též Preškavské skalní divadlo) se nachází v okrese Česká Lípa v Libereckém kraji v nadmořské výšce asi 500 m na východním svahu Šenovského vrchu (633 m n. m.) nad Horním Pryskem. Tento lesní amfiteátr byl slavnostně otevřen v pátek 6. července 2018 v 19.00 hodin divadelním představením „Manželství stokrát jinak“ sehraným
Preškavským divadelním spolkem „Pryskadlo“. Byl zbudován občany obce Prysk v místě tamního největšího bývalého lomu na pískovcové kvádry. Areál přírodního divadla Prysk je tvořen mohutnými skalními stěnami, dřevěným pódiem a lavicemi. Je určen pro letní sezonu, kdy se zde mohou konat divadelní představení, koncerty jakož i obdobné jiné kulturní akce.

## Popis
Prostor skalního divadla připomíná rokli v délce asi 50 metrů a s šířkou asi 20 metrů ohraničenou téměř kolmými pískovcovými skalními stěnami (se stopami po strojním řezání pískovce) o výšce asi 15 až 20 metrů. V zadní části obdélníkového prostoru bývalého lomu se nachází dřevěné (dubové) pódium. Prostor před ním je možno vyplnit dřevěnými lavicemi pro diváky. V jedné ze skalních stěn je k vidění silueta obličeje vytvořeného přírodou. Tato silueta se bez větších úprav stala logem tohoto skalního divadla. Logo je ztvárněno na dřevěných tabulkách – ukazatelích směru se šipkami ke skalnímu divadlu, jež jsou rozmístěny v okolním terénu.

## Přístup
Po žluté turistické značce od Panské skály u Kamenického Šenova přibližně severním směrem až k rozcestí „Pod Šenovským vrchem“, kde se od žluté odděluje zelená turistická značka. Žlutě značená trasa pokračuje po silnici opět zhruba na sever směrem k obci Horní Prysk. Asi v polovině tohoto úseku žlutá značka odbočuje na levé straně silnice na cestu do vrchu vedoucí až ke skalnímu divadlu.